# Црвени змај (филм)
Црвени змај (енгл. Red Dragon) је трилер-хорор филм из 2002. године, који је заснован на истоименом роману Томаса Хариса Црвени Змај. Филм је режирао Брет Ратнер, а главне улоге играју: Едвард Нортон, Ентони Хопкинс и Рејф Фајнс.
Римејк је филма Ловац на људе из 1986. године.

## Радња
После вечере са музичарима Балтиморске филхармоније коју је организовао чувени психијатар Ханибал Лектер, прилази му Вил Грејем, агент ФБИ који истражује злочине једног манијака. Уз помоћ искусног психијатра, Вил покушава да открије мотиве манијака и долази до закључка да мистериозни убица упија делове својих жртава. Прелиставајући књиге у лекарској библиотеци, Грејем је ужаснут откривши књигу о припреми финих јела и схвата да је манијак и канибал сам доктор. Лектер напада Вила, озбиљно га повређује, али Грејем успева да заузврат повреди доктора. Крвави људождер је ухапшен, осуђен и смештен у затворену психијатријску клинику, а Грејем се после дужег лечења повукао из ФБИ и живео са породицом на обали Флориде.
Много година касније, Џек Крофорд, његов бивши шеф, обраћа се Грејему за помоћ. На територији Сједињених Држава, али у различитим градовима, дешавају се два убиства, монструозна по својој суровости, у којима гину старији брачни парови и њихова деца. У очи већ мртвих жртава, манијак кога је штампа назвала „Зубић вила” убацио је комаде огледала. Да би истражио ове злочине, Грејем је приморан да се обрати свом дугогодишњем познанику, др Ханибалу Лектеру. Лектер пристаје да помогне Вилу, али почиње подмуклу психолошку игру са Грејемом. По савету доктора, Грејем се враћа кући жртава, где проналази аматерску видео касету направљену у студију и открива кривчев ожиљак, комад "Црвеног змаја" из игре махјонг. Огледала, која злочинац пажљиво разбија, показују да манијак себе сматра неком инфериорном особом која не заслужује да се погледа. Ово чудовиште је Френсис Долархајд, радник фото студија Цхромолук.
Рођен са "зечјом усном", Долархајд је био константно малтретиран и понижаван одрастањем своје баке од детињства, што је резултирало тиме да је постао психопата који верује да се мора "препородити" у великог црвеног змаја. Долархајда је толико занела ова мисао да одлази на кратко у Азију и прави огромну тетоважу сличну чувеном цртежу Вилијама Блејка „Велики црвени змај и жена обучена у сунце“. Одлучујући да су жртве неопходне за његову "трансформацију", Долархајд почиње своје ужасне злочине. Истовремено, Долархајд му, у страхопоштовању према др Лектеру, пише писмо, а Лектер заузврат, уз помоћ преваре, даје манијаку наређење да пронађе и убије породицу Грејем. Само Виллова благовремена интервенција спречила је страшну трагедију. Крофорд крије Грахамову жену и сина на ранчу својих рођака и тешком муком убеђује Вила да настави истрагу.
Да би испровоцирао манијака да погреши, Крофорд ангажује скандалозног и бескрупулозног новинара Фредија Лаундса из таблоида Таттлер, који објављује фотографију повређеног Грема. Вил даје "интервју" у којем је "Зубић вила" приказана као бљутави убица и патетично импотентна. Резултат уопште није оно чему се ФБИ нада: Долархајд киднапује Лаундса и, након што је испричао о његовој "трансформацији у змаја", живог спали несрећног новинара на улици, причврстивши га за инвалидска колица.
Али убрзо се у животу манијака дешава невероватна ствар: он се заљубљује у свог слепог колегу по имену Фисх. Он јој обраћа пажњу и позива је у своју огромну кућу. После романтичне вечери, током које Долархајд користи Рибино слепило да гледа видео снимке његових будућих жртава, Риба га заводи. Следећег дана, манијак одлази у музеј у Бруклину где се налази Блејков оригинални цртеж и, након што је запањио чувара, једе цртеж.
Истовремено, Грејем коначно схвата шта је тачно повезало ова два страшна злочина: обе породице су своје кућне видео снимке дале компанији Цхромолук на професионалну обраду. ФБИ је у стању да брзо схвати да је Долархајд главни осумњичени, али манијак, схвативши да се обруч око њега смањује, делује брже. Долархајд убија Ралфа Мендија, Фишовог бившег љубавника, и киднапује девојку. Он запали своју кућу и лажира самоубиство, али не дира Фиш јер је воли. Девојчица успева да изађе из запаљене куће, а касније, у пепелу, полиција проналази остатке човека са лобањом изломљеном поготком у главу. Одлучујући да је манијак завршио, Вил се враћа на Флориду са својом породицом, али Крофорд касније сазнаје да је спаљени леш несрећне Менди, а Долархајд је жив и на слободи. У том тренутку манијак улази у Грејемову кућу и заробљава његовог сина. Након што је искористио Долархајдов параноични страх од своје баке, Вил успева да отргне свог сина из руку манијака, а Грахамова жена истоварује цео пиштољ свог мужа на Долархајда.
После неког времена, срећни Вил, заједно са супругом и сином, пеца у океану и др Лектер сазнаје да му је млада девојка из ФБИ притекла у помоћ...

## Улоге
| Глумац             | Улога                                            |
| ------------------ | ------------------------------------------------ |
| Ентони Хопкинс     | Ханибал Лектор                                   |
| Едвард Нортон      | Вил Грејам                                       |
| Рејф Фајнс         | Франсис Долархајд                                |
| Харви Кајтел       | Џек Крофорд                                      |
| Емили Вотсон       | Риба Маклејн                                     |
| Филип Симор Хофман | Фреди Лундс                                      |
| Мери-Луиз Паркер   | Моли Грејам                                      |
| Ентони Хилд        | Фредерик Чилтон                                  |
| Френки Фејсон      | Барни Метјуз                                     |
| Елен Берстин       | бака Долархајд (глас)                            |
| Френк Ланџела      | Велики црвени змај (глас) (у избрисаним сценама) |